# Jenő Hubay
Jenö Hubay (Budapest, 15 settembre 1858 – Budapest, 12 marzo 1937) è stato un compositore e violinista ungherese.

## Biografia

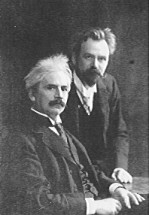
Hubay con David Popper

La sua famiglia ha origini tedesche, difatti il suo nome originale è Huber.

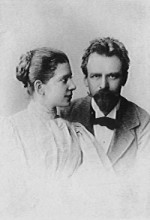
Hubay e sua moglie Cebrián Róza

Suo padre, Károly Huber, era direttore d'orchestra e direttore del teatro nazionale di Budapest al momento della nascita di Jenö, ed insegnò all'Accademia di musica; sua madre, Severia Lujza, aveva origini italiane. 
All'età di cinque anni ha ricevuto il suo primo violino, e suo padre è stato il suo primo maestro. Due sono stati gli eventi più importanti della sua infanzia: il primo è stato il concerto di Franz Liszt il 15 agosto 1865; il secondo la direzione del padre dell'opera di Richard Wagner Lohengrint avvenuta il 1º dicembre 1866 al Teatro Nazionale di Budpest. Dopo questi eventi Hubay ha deciso di dedicarsi alla musica. 
Dopo gli insegnamenti del padre, all'età di tredici anni studiò musica sotto la guida di József Joachim a Berlino.
Il suo debutto concertistico pubblico avvenne all'età di undici anni.
Nella primavera del 1876 terminò gli studi e tornò in Ungheria. Qui strinse amicizia con Franz Liszt e suonò con lui in numerosi concerti.
Nel maggio 1878 si trasferì su consiglio di Franz Liszt a Parigi, dove ebbe un buon successo come violinista. Negli anni successivi intraprese tournée di successo in Francia, Inghilterra, Belgio, Paesi Bassi e Ungheria.
Acquistò uno Stradivari del 1746, che suonò nelle sue esibizioni da quel momento in poi.
Nel 1894 sposò la contessa Róza Cebrian e il 1907 fu nominato cavaliere. Fu invitato da re, capi di Stato, artisti e dirigenti ecclesiali in tutta Europa. 
È stato insegnante di violino al Conservatorio di Bruxelles dal 1882 e al Conservatorio di Budapest dal 1886, istituto del quale divenne direttore nel 1919. Nel 1886 fondò il Budapest Quartet, con il quale suonò in particolar modo opere di Brahms. Tra i suoi studenti annoveriamo: Bram Eldering, György Garay, Stefi Geyer, Jelly d’Arányi, Franz von Vecsey, Tibor Varga, Joseph Szigeti, Emil Telmányi, Eddy Brown, Eugene Ormandy, Janos Istvan Koncz Partos, Erna Rubinstein, Zoltán Székely, Ede Zathureczky, André Gertler, Wanda Luzzato, Barnaba von Géczy, Edith Lorand e Paul Godwin.
Al Teatro dell'Opera di Stato ungherese nel 1886 eseguì la prima assoluta del Trio per pianoforte e archi n. 3 (Brahms) con David Popper e lo stesso Brahms e nel 1888 la prima assoluta della Sonata n. 3 per violino e pianoforte (Brahms) con Brahms.
Nel 1918 Hubay dovette andare in esilio temporaneamente. Al suo ritorno nel 1919 ha organizzato nella sua "stanza bianca della musica" importanti concerti pomeridiani, a cui parteciparono celebrità contemporanee. La maggior parte di questi concerti sono stati trasmessi alla radio.
Dal 1919 al 1934 diresse l'Accademia di musica. 
Tra le sue opere principali, sono da annoverare sinfonie, concerti per violino e orchestra, sonate per violino e pianoforte, le opere Alienor, Der Geigenmacher von Cremona, Der Dorflump, Moosröschen, Anna Karenina.

## Opere principali
- Szenen aus Csárda, per violino e orchestra, 1879–91;
- Konzertstück, per violoncello e orchestra, 1884;
- 1. Sinfonie B-Dur, 1885;
- Aliénor, opera, 1886–88;
- Der Geigenmacher von Cremona, opera, 1892;
- Romantische Sonate, per violino e pianoforte, 1894;
- Der Dorflump, opera, 1894–95;
- Moorröschen, 1897–98;
- Études concertantes, per violino, 1900;
- Lavottas Liebe, opera, 1904;
- Die Venus von Milo, opera, 1908–09;
- Die Maske, opera, 1909–10;
- 2. Sinfonie do-minore, 1914;
- Anna Karenina, opera, 1914;
- Chorsinfonie Vita Nuova, 1921;
- Petöfi-Sinfonie, per coro e orchestra, 1922;
- Der selbstsuchtige Riese, opera, 1933–34;
- Csárdajelenet, balletto, 1936;
- Variationen über ein ungarisches Thema;
- Zefir, per violino e pianoforte.